# Васил Пенчев
Васил Стойчев Пенчев е български офицер, генерал-лейтенант от Строителни войски.

## Биография
Роден е на 13 януари 1929 г. в айтоското село Черноград. Завършва Школата за запасни офицери „Христо Ботев“. По-късно учи във Военнотехническата академия в София. До 1954 г. е командир на взвод и рота в Никопол и Сливен и ЗКТЧ на инженерно-щурмови батальон в Свищов. До 1959 г. е ЗКТЧ на армейски инженерен полк на втора армия. Между 1959 и 1961 г. е преподава в Народното военно-инженерно свързочно училище в Силистра. След това преподава в Школата за запасни офицери и до 1975 г. е командир на учебния батальон там. В периода 1975 – 1990 г. е последователно началник-щаб на дивизия, командир на 5-а общостроителна дивизия в Плевен, началник на организационно-мобилизационния отдел и началник-щаб на Строителни войски (1988-1990). Излиза в запаса през 1990 г.

## Образование
- Школа за запасни офицери
- Военнотехническа академия